# Pic del Portarró
El Pic del Portarró és una muntanya que es troba en el terme municipal d'Espot, a la comarca del Pallars Sobirà, i dins del Parc Nacional d'Aigüestortes i Estany de Sant Maurici.
El pic, de 2.734,3 metres, s'alça en el punt d'intersecció de les carenes que delimiten Colomers d'Espot (O), la Coma de Crabes (NE) i la Coma d'Aiguabella (SE); amb el Portell de Crabes al nord-oest, el Pic Inferior del Portarró a l'est i el Portarró d'Espot al sud.
Aquest cim està inclòs al llistat dels 100 cims de la FEEC

## Rutes[4]
El més habitual és atacar el pic pel seu vessant sud, que és la més fàcil, des del Portarró d'Espot. Per assolir aquest coll, el Refugi d'Estany Llong és el punt de sortida normal en el cas de la via de per la Vall de Boí (Alta Ribagorça), i el Refugi Ernest Mallafré per fer-ho per la banda de la Vall d'Escrita (Espot, Pallars Sobirà).